# Руський Пібаньшур
Руський Пібаньшу́р (рос. Русский Пибаньшур) — присілок в Балезінському районі Удмуртії, Росія.

## Населення
Населення — 3 особи (2010; 7 в 2002).
Національний склад станом на 2002 рік:
- удмурти — 57 %
- росіяни — 43 %